# Elephant Mountain
Albums de The Youngbloods
Earth Music
(1968) Rock Festival
(1970)
Elephant Mountain est un album de The Youngbloods, sorti en 1969.

## L'album
Il atteint la 118e place du Billboard 200 et fait partie des 1001 albums qu'il faut avoir écoutés dans sa vie. 

### Titres
Tous les titres sont de Jesse Colin Young, sauf mentions. 

#### Face A
1. Darkness, Darkness (en) (3:51)
2. Smug (2:13)
3. On Sir Francis Drake (Lowell Levinger) (6:44)
4. Sunlight (3:07)
5. Double Sunlight (Levinger, Young, Joe Bauer) (0:41)
6. Beautiful (3:49)
7. Turn It Over (Levinger, Young, Bauer) (0:15)

#### Face B
1. Rain Song (Don't Let the Rain Bring You Down) (Jerry Corbitt, Felix Pappalardi, Gail Collins) (3:13)
2. Trillium (Levinger, Young, Bauer) (3:08)
3. Quicksand (2:41)
4. Black Mountain Breakdown (Levinger, Young, Bauer) (0:40)
5. Sham (2:44)
6. Ride the Wind (6:37)

### Musiciens
- Jesse Colin Young : basse, guitare acoustique sur Sunlight, chant
- Lowell Levinger : guitare, piano électrique, chœurs
- Joe Bauer : batterie
- Jerry Corbitt : guitare, chœurs
- David Lindley : fiddle
- Plas Johnson : saxophone
- Joe Clayton : trompette
- Victor Feldman : vibraphone